# Myrmotherula
Myrmotherula är ett fågelsläkte i familjen myrfåglar inom ordningen tättingar. Släktet omfattar 25 arter som förekommer i Latinamerika från sydöstra Mexiko till sydöstra Brasilien och norra Bolivia:
- Mustaschmyrsmyg (M. ignota)
- Dvärgmyrsmyg (M. brachyura)
- Guyanamyrsmyg (M. surinamensis)
- Amazonmyrsmyg (M. multostriata)
- Chocómyrsmyg (M. pacifica)
- Vitsandsmyrsmyg (M. cherriei)
- Várzeamyrsmyg (M. klagesi)
- Andinsk myrsmyg (M. longicauda)
- Gulstrupig myrsmyg (M. ambigua)
- Gulbukig myrsmyg (M. sclateri)
- Vitsidig myrsmyg (M. axillaris)
- Skiffermyrsmyg (M. schisticolor)
- Ríosunomyrsmyg (M. sunensis)
- Flodmyrsmyg (M. minor)
- Långvingad myrsmyg (M. longipennis)
- Bandstjärtad myrsmyg (M. urosticta)
- Guaduamyrsmyg (M. iheringi)
- Riodejaneiromyrsmyg (M. fluminensis)
- Yungasmyrsmyg (M. grisea)
- Enfärgad myrsmyg (M. unicolor)
- Alagoasmyrsmyg (M. snowi)
- Mörkvingad myrsmyg (M. behni)
- Grå myrsmyg (M. menetriesii)
- Ljusbukig myrsmyg (M. assimilis)

Tidigare inkluderades även arterna i släktena Isleria och Epinecrophylla i Myrmotherula.